# Take Me Apart
| Recensione | Giudizio |
| ---------- | -------- |
| Ondarock   | 8,5      |

Take Me Apart è il primo album in studio della cantante statunitense Kelela, pubblicato nel 2017.

## Tracce
1. Frontline – 5:39
2. Waitin – 3:15
3. Take Me Apart – 4:02
4. Enough – 5:09
5. Jupiter – 2:05
6. Better – 4:26
7. LMK – 3:38
8. Truth or Dare – 4:12
9. S.O.S. – 2:22
10. Blue Light – 3:36
11. Onanon – 4:31
12. Turn to Dust – 4:29
13. Bluff – 1:12
14. Altadena – 5:10